# Карпаты (Луганская область)
Карпаты (укр. Карпати) — посёлок, построен в 70-х годах ПМК №144 треста "Коммунарскстрой" между остановочным пунктом "Разъезд Церковный" пос. Михайловка Донецкой железной дороги и относится к Перевальскому району Луганской области Украины. С 2014 года — под контролем самопровозглашённой Луганской Народной Республики.

## География
Соседние населённые пункты Перевальского района (Луганская область): пос. Михайловка на юге и востоке, сёла Каменка на западе, Петровка на северо-западе;  населённые пункты Славяносербского района: посёлки Криворожье на северо-западе, Лозовский на севере, Лотиково на северо-востоке;  пос. Васильевка в г. Алчевск (Луганская область) на юго-западе

## Население
Население по переписи 2001 года составляло 739 человек.

## Общие сведения
Почтовый индекс — 94312. Телефонный код — 6441. Занимает площадь 1,461 км². Код КОАТУУ — 4423656401.

## Местный совет
94311, Луганская обл., Перевальский р-н, пгт. Михайловка, ул. Советская, 22